# 南县
南县位于湖南省北部、益阳市东北部，地处南洞庭湖，为益阳市辖县。辖域面积1,321平方公里（不包括大通湖管理区，面积为1,075平方公里）。总人口为48.93万人，县人民政府駐南洲镇。

## 历史
南县原乃八百洞庭水域，属洞庭湖围堰区，南县是洞庭湖区最晚出现的“县”，从地盘开始形成到地片命名，至今仅150余年。史载（清咸丰二年）“自荆江南岸藕池溃口，江水横决西南，挟泥沙以趋洞庭，沙沉淤积，西湖一带，渐次成洲。合龙阳、华容、安乡三县境计之，广袤几百里，土人名之曰‘南洲’”。同治末年（公元1874年），藕池至西洞庭湖一带淤垫成洲，光绪十七年（1891年）设立西湖直隶厅。光绪二十一年（1895年），清政府割华容、安乡、龙阳（今汉寿）、武陵（今常德）、沅江、巴陵（今岳阳）6县接壤处部分淤地，设南州直隶厅抚民府，为岳常澧道直辖，厅治设乌嘴。次年（1896年），官厅按亩抽捐，在九都建造新署。光绪二十三年（1897年），南州直隶厅厅治由乌嘴迁至九都。
中华民国建立之初，全国废厅。民国二年（1912年）改“南州直隶厅”为“南洲县”，1913年9月更名为“南县”至今。民国十八年的《南县乡土笔记》载：民国肇造……经省议会议决，改南洲厅为南县。南县之名相称至今。
1943年5月9日至5月12日，侵华日军在华中方面军司令官畑俊六的率领下，在南县厂窖镇屠杀了三万余中国平民百姓，强奸当地妇女两千多人，犯下滔天罪行，震惊中外，史称厂窖惨案。后来当地建有厂窖惨案遇难同胞纪念碑。2013年，厂窖惨案遗址被中国国务院列入第七批全国重点文物保护单位（近现代重要史迹及代表性建筑）。

## 人口
南县2023年常住人口为48.18万人。户籍人口63.16万。

## 經濟
南县GDP总量为274.48亿元（2022年）

## 地理
南县地处洞庭湖之滨冲积平原，属于湖垸区，平均海拔约为28米，至高点明山，海拔78米。藕池河四条支流与松澧洪道、南茅运河流经全境于茅草街汇合注入洞庭湖。主要垸区有南鼎垸、南汉垸、育乐垸、和康垸和大通湖垸。相邻县级行政区有，北界华容县和湖北石首市，东依岳阳县，南临沅江市，西接汉寿县、安乡县与常德市辖区武陵区。

## 行政区划
南县下辖14个镇、1个乡：
明山头镇、青树嘴镇、厂窖镇、武圣宫镇、河坝镇、金盆镇、北洲子镇、南洲镇、华阁镇、茅草街镇、三仙湖镇、麻河口镇、浪拔湖镇、中鱼口镇、乌嘴乡、沙堡洲办事处和南湾湖办事处。
河坝镇、金盆镇、北洲子镇、沙堡洲办事处、南湾湖办事处由大通湖管理区管理。

## 政治

### 现任领导
| 机构     | 南县人民政府 县长  | · 中国共产党 · 南县委员会 · 书记 | 南县人民代表大会 常务委员会 主任 | · 中国人民政治协商会议 · 南县委员会 · 主席 |
| -------- | ------------------ | -------------------------------- | -------------------------------- | ------------------------------------------ |
| 姓名     | 钟剑波             | 钟剑波                           | 李向前                           | 周尚亮                                     |
| 民族     | 汉族               | 汉族                             | 汉族                             | 汉族                                       |
| 出生地   | 湖南省桃江县       | 湖南省桃江县                     | 湖南省沅江市                     |                                            |
| 出生日期 | 1976年11月（48歲） | 1976年11月（48歲）               | 1967年3月（58歲）                | 1971年5月（53—54歲）                       |
| 就任日期 | 2021年10月         | 2025年2月                        | 2021年10月                       | 2021年10月                                 |

## 交通
- 234国道、 353国道过境。

## 农业
2018年9月，中国粮食行业协会授予南县“中国虾稻米之乡”称号。虾稻米源自稻虾共作的生态种养模式。